# Вет (коммуна)
Вет (фр. Vaite) — коммуна во Франции, находится в регионе Франш-Конте. Департамент — Верхняя Сона. Входит в состав кантона Дампьер-сюр-Салон. Округ коммуны — Везуль.
Код INSEE коммуны — 70511.

## География
Коммуна расположена приблизительно в 290 км к юго-востоку от Парижа, в 45 км северо-западнее Безансона, в 33 км к западу от Везуля.

## Население
Население коммуны на 2010 год составляло 214 человек.
| 1962 | 1968 | 1975 | 1982 | 1990 | 1999 | 2010 |
| ---- | ---- | ---- | ---- | ---- | ---- | ---- |
| 208  | 217  | 160  | 195  | 214  | 215  | 214  |

## Экономика
В 2010 году среди 132 человек трудоспособного возраста (15—64 лет) 92 были экономически активными, 40 — неактивными (показатель активности — 69,7 %, в 1999 году было 67,9 %). Из 92 активных жителей работали 88 человек (50 мужчин и 38 женщин), безработных было 4 (0 мужчин и 4 женщины). Среди 40 неактивных 10 человек были учениками или студентами, 20 — пенсионерами, 10 были неактивными по другим причинам.